# 江西農業大学
江西農業大学（こうせいのうぎょうだいがく、江西农业大学、江西農業大学、拼音: Jiāngxī Nóngyè Dàxué、英語: Jiangxi Agricultural University (JXAU)）は南昌市の北郊外に位置する。南昌は江西省の省都である。JXAUは省管の重点大学であり、中国で初めて学士号と修士号を授与した大学の一つである。
17の学部を擁し、60の学科で学位を提供している。江西農業大学は、農業を強みとし、生物技術を特色とし、複数の学問分野が協調的に発展する特色ある高水準の農業大学である。

## 沿革
江西農業大学の起源は、1905年に設立された江西実業学校に遡る。1908年に江西高等農業学校に改称され、その後複数回の組織再編と統合を経て現在に至る。
- 1905年：江西実業学校[1]として設立。江西省最初の農業教育機関とされる
- 1908年：江西高等農業学校に改称
- 1940年：国立中正大学農学部[2]創設により学部教育開始。初代学長は植物学者胡先驌
- 1949年：南昌大学農学部に改称[3]。
- 1952年：南昌大学、省立獣医学校、河南・湖南・広西の農獣医学部門を統合し、江西農学院を設立[4]
- 1958年: 江西共産主義労働大学総校設立创办[5]
- 1968年: 江西共産主義労働大学に改称
- 1969年：江西共産主義労働大学と合併
- 1980年11月：江西農業大学に改称

## 学部・学科
大学は以下の学部・学科で構成される。
1. 農学部
2. 林学部
3. 動物科学技術学部
4. 工学部
5. 経済管理学部
6. 土地資源環境学部
7. コンピュータ・情報工学部
8. ソフトウェア学部
9. 人文・公共管理学部
10. 化学・材料科学部
11. 職業教育技術学部
12. 食品科学工学部
13. 生物科学工学部
14. 外国語学部
15. マルクス主義（政治学）学部
16. 体育学部
17. 南昌ビジネスカレッジ（JXAU）

## 研究
江西農業大学は江西省で初めて、かつ中国全国で唯一の豚遺伝学と育種に特化した国家重点実験室を独立設立し、省・部レベル以上の科学研究プラットフォームを計53基有している。養豚遺伝学、水稲栽培、生物多様性保全をはじめとする特色ある学術分野を形成している。
独自に開発した豚遺伝育種技術「中芯一号」は国際的にも先進的で、国内主流技術として普及し、世界に向けても展開している。農業動物の宿主遺伝子が腸内細菌叢の構成に及ぼす因果的遺伝子変異を初めて発見し、『Nature』に画期的な研究論文を発表した。この論文は江西省から初の『Nature』の長文論文であり、中国畜産科学分野でも初、世界的にも過去20年の豚遺伝学分野で三例目の重要論文となっている。
また、新豚品種「山下長黒」を育成し、国家認定を受け、1999年以来江西省で初めて国家認定された新豚品種となった。
さらに、国家自然科学基金の江西初の重点プロジェクト、江西省初の国家科学技術進歩賞・国家技術発明賞の受賞、江西省初のスーパーライス品種の育成に成功した。
「第13次5カ年計画」以降、100件以上の科研賞を受賞し、養豚、水稲、サツマイモ、タロイモ、ユリ、ピーナッツ、ネーブルオレンジ、キウイフルーツ、林木など80種類以上の新品種を育成し、多くの農業技術革新を実現している。
同大学の科研成果は中国農業科学の重大進展に連続2年選出されている。

## キャンパス
- 江西農業大学（南北キャンパス）: 江西省南昌市経済技術開発区志敏大道1101番地
- 江西農業大学（東キャンパス）: 江西省南昌経済技術開発区廬山中大道888番地